# Merzbacher
Merzbacher (kirgiski: Мерцбахер көлү) je morensko ledenjačko jezero smješteno u istočnom Kirgistanu između sjevernog i južnog ledenjaka Engilček u gotrju Tanšan.

## Etimologija
Jezero je dobilo ime po njemačkom istraživaču, Gottfriedu Merzbacheru, koji je vodio ekspediciju u tom području 1903.

## Godišnji ciklus
Često se naziva "Jezero koje nestaje" jer svake godine isušuje kako se led topi, često uzrokujući naglu poplavu. Ledena brana sprječava oticanje vode iz jezera tijekom većeg dijela godine. Međutim, kada se rupa u brani konačno otopi, jezero iscuri u roku od tri dana. Kada se to dogodi, protok jezera može biti i do 1000 m3 u sekundi što uzrokuje uništavanje infrastrukture i stvara velike poplave nizvodno. Jezero jednom godišnje prolazi kroz ovaj ciklus pojavljivanja, širenja i isušivanja. 